# Cartografia portolana
La cartografia portolana és una tècnica baixmedieval d'elaboració de mapes nàutics; d'abast regional; basada en la localització dels ports sobre una línia de costa realista, tot i que exagerant els accidents litorals; obtinguda de manera empírica; amb indicació dels punts cardinals; realitzada a escala basant-se en una sèrie de projeccions azimutals "superposades" corresponent el centre de cada una d'elles a la rosa de rumbs nàutics més propera, formant així una xarxa de rumbs orientats respecte al pol magnètic, i; que tracta el territori com una superfície plana.
La tecnologia per a l'elaboració d'aquesta cartografia fou desenvolupada a l'entorn de l'àrea genovesa durant la segona meitat del segle xiii i difosa, molt ràpidament, primer a Venècia i Mallorca i, al s. XV, a molts altres centres de producció. Durant el segle xvi les necessitats de la navegació transoceànica li va fer perdre vigència essent substituïda per una nova cartografia hereva de la ptolemaica millorada per sistemes de projecció que reduïen la forta distorsió est-oest d'aquesta. Així i tot la cartografia portolana mantingué la seva vigència ornamental i en la navegació de cabotatge europea, especialment mediterrània, fins al s. XVII, però malgrat la seva superació, tota la cartografia posterior, i fins a l'actualitat, ha seguit fent ús de la rosa dels vents i de l'escala gràfica, que han resistit el pas del temps i l'evolució científica.
La cartografia portolana, destinada originàriament a la navegació i a la gestió comercial, fou usada també com base per a l'elaboració de mapes als que s'hi superposaven elements decoratius, d'informació geogràfica, històrica, política o naturalista i/o s'hi afegien territoris extrems no explorats amb la mateixa metodologia. Habitualment els mapes amb aquests afegits tenien un caràcter sumptuari i de prestigi, i la seva millor conservació i espectacularitat estètica han prevalgut en la valoració historiogràfica per damunt dels valors autènticament cartogràfics.

## Formats
La cartografia portolana s'expressà, fins al segle xv, mitjançant diferents formats:
1. La carta portolana,[2] sobre un pergamí d'ovella, generalment sencer, de forma més o menys rectangular. És la presentació més antiga conservada i la més generalitzada, l'exemplar conservat més antic és la Carta Pisana de finals del s. XIII. Podia representar la totalitat o una part de l'àrea portolana. També sota aquest suport es realitzaren mapamundis.
2. L'Atles, pergamí relligat en forma de llibre de gran format en que cada parell de planes informa d'un sector geogràfic, generalment amb disparitat d'escales a cada un d'ells. Fins al segle XV fou de producció quasi exclusivament veneciana i el format habitual dels seus cartògrafs. L'atles més antic conservat actualment és el de Pere Vescomte de 1313. Alguns atles poden incorporar mapamundis i mapes locals relacionats o no amb la tècnica cartogràfica portolana.
3. La carta i el Mapamundi en taules, sobre pergamí retallat aferrat sobre fustes que es despleguen sobre una taula, en conjunt es mantenia la coherència d'escala. Actualment només es conserva el mal anomenat Atles Català. La primera referència a la seva existència es troba en l'inventari de béns del Rei Jaume el Just, de 1323, en què hi consta un mapamundi i una carta en taules. La documentació medieval només el documenta en el context de la Corona d'Aragó, i la seva producció s'ha suposat exclusivament mallorquina. En el segle xv va decaure l'ús d'aquest format.
4. El Mapamundi circular, mapa de gran format sobre pergamí de vedella amb forma circular. Només es conserva una part d'un mapa mundi circular de finals del segle xiv atribuït al taller dels Cresques i el Mapamundi català estense (ca. 1450). Existeixen precedents de cartografia medieval pre-portolana amb aquest format (com els mapamundi d'Ebstorf i el de Hereford).

A partir del segle xvi la cartografia portolana farà servir únicament la carta i l'atles, tot incorporant, si l'àrea cartografiada ho requeria, els nous descobriments.
- Carta portolana anònima, coneguda amb el nom de Carta pisana (finals del segle xiii), primera mostra conservada de la cartografia portolana.
- Atles de Pietro Vesconte (1313), el més antic conservat actualment.
- Mapamundi en taules, fragment de l'Atles Català de Cresques Abraham (1375).
- Mapamundi circular, Mapamundi català estense, anònim atribuït a Pere Rossell (1450 ca.).